# Dacus bidens
Dacus bidens är en tvåvingeart som först beskrevs av Charles Howard Curran 1927.  Dacus bidens ingår i släktet Dacus och familjen borrflugor.
Artens utbredningsområde är Kongo. Inga underarter finns listade i Catalogue of Life.